# Ýokary Liga 2024
La Ýokary Liga 2024 è stata la 32ª edizione della massima serie del campionato di calcio turkmeno. Il campionato è iniziato il 3 marzo 2024 e si concluderà il 29 dicembre successivo.
La squadra campione in carica era l'Arkadag, che si è riconfermato vincendo il suo secondo titolo nazionale.

## Stagione

### Novità
Il campionato non prevede un sistema di promozioni e retrocessioni, per cui le 9 partecipanti sono le stesse della stagione 2023.

### Formula
Le 9 squadre partecipanti giocano si affrontano quattro volte, per un totale di 36 giornate, quattro delle quali sono turni di riposo, essendo dispari il numero di squadre partecipanti. Al termine di queste, la squadra prima in classifica è campione del Turkmenistan e si qualifica per la AFC Champions League Elite 2025-2026, mentre la seconda si qualifica per la AFC Champions League Two 2025-2026.

### Avvenimenti
Dopo diciotto giornate di campionato, l'Energetik si ritira dal campionato.

## Squadre partecipanti
| Club             | Città       | Stagione precedente      |
| ---------------- | ----------- | ------------------------ |
| Ahal             | Abadan      | 4° in Ýokary Liga        |
| Altyn Asyr       | Aşgabat     | 2° in Ýokary Liga        |
| Arkadag          | Arkadag     | Campione di Turkmenistan |
| Aşgabat          | Aşgabat     | 5° in Ýokary Liga        |
| Energetik        | Mary        | 7° in Ýokary Liga        |
| Köpetdag Aşgabat | Aşgabat     | 6° in Ýokary Liga        |
| Merw             | Mary        | 8° in Ýokary Liga        |
| Nebitçi          | Balkanabat  | 3° in Ýokary Liga        |
| Şagadam          | Türkmenbaşy | 9° in Ýokary Liga        |

## Classifica finale
|                         | Pos. | Squadra          | Pt | G  | V  | N | P  | GF  | GS | DR   |
| ----------------------- | ---- | ---------------- | -- | -- | -- | - | -- | --- | -- | ---- |
| Turkmenistan (bandiera) | 1.   | Arkadag          | 90 | 30 | 30 | 0 | 0  | 147 | 20 | +127 |
|                         | 2.   | Ahal             | 67 | 30 | 22 | 1 | 7  | 68  | 29 | +39  |
|                         | 3.   | Altyn Asyr       | 65 | 30 | 21 | 2 | 7  | 72  | 32 | +40  |
|                         | 4.   | Şagadam          | 40 | 30 | 13 | 1 | 16 | 40  | 51 | -11  |
|                         | 5.   | Merw             | 35 | 30 | 11 | 2 | 17 | 21  | 60 | -39  |
|                         | 6.   | Aşgabat          | 28 | 30 | 8  | 4 | 18 | 27  | 58 | -31  |
|                         | 7.   | Nebitçi          | 27 | 30 | 8  | 3 | 19 | 28  | 64 | -36  |
|                         | 8.   | Köpetdag Aşgabat | 17 | 30 | 4  | 5 | 21 | 18  | 69 | -51  |
|                         | 9.   | Energetik        | 5  | 16 | 1  | 2 | 13 | 8   | 45 | -37  |

Legenda:
      Campione di Turkmenistan e qualificata per la AFC Champions League Two 2025-2026.
      Qualificata alla AFC Champions League Two 2025-2026.
      Ritirata a campionato in corso.